# Дирбах, Иоганн Генрих
Иоганн Генрих Дирбах (нем. Johann Heinrich Dierbach, 1788—1845) — немецкий ботаник.

## Биография
Родился в Гейдельберге 23 марта 1788 года. Отец — Фридрих Дирбах, переплётчик в Гейдельбергском университете, мать — Анна Маргарита (род. в 1754). Учился в Гейдельбергском университете, в 1816 году стал доктором медицины и получил право заниматься врачеванием.
С 1817 года читал лекции в Гейдельберге в звании приват-доцента, в 1820 году стал адъюнкт-профессором медицины. Также преподавал экономическую ботанику и лесную ботанику, проводил ботанические экскурсии.
Дирбах — автор ряда обобщающих сводок по флоре Германии, а также работ по истории ботаники. В частности, он занимался переводом работ Корнелия Цельса и установлением описанных в них растений.
Скончался 11 мая (по другим данным — 9 марта) 1845 года.

## Некоторые научные работы
- Dierbach, J. H. Handbuch der medicinisch pharmaceutischen Botanik. — Heidelberg, 1819. — 492 p.
- Dierbach, J. H. Anleitung zum Studium der Botanik. — Heidelberg, 1820. — 291 p.
- Dierbach, J. H. Der Arzneimittel der Hippocrates. — Heidelberg, 1824. — 270 p.
- Dierbach, J. H. Flora mythologica. — Frankfurt am Main, 1833. — 218 p.
- Dierbach, J. H. Grundriss. — Heidelberg u. Leipzig, 1836—1839.

## Роды растений, названные в честь И. Дирбаха
- Dierbachia Spreng., 1825, nom. nov. — Dunalia Kunth, 1818, nom. cons.